# ديلروي كامبريدغ
ديلروي كامبريدغ (بالإنجليزية: Delroy Cambridge)‏ هو لاعب غولف أمريكي، ولد في 12 نوفمبر 1949 في ماندفيل ‏ في جامايكا.

## وصلات خارجية
- ديلروي كامبريدغ على موقع رابطة أوروبا للاعبي الغولف المحترفين (الإنجليزية)